# 296
296是295與297之間的自然數。

## 在數學中
- 合數，正因數有1、2、4、8、37、74、148和296。
質因數分解為{\displaystyle 2^{3}\times 37}。
- 虧數，真因數和為274，虧度為22。
- 不尋常數，大於平方根的質因數為37。
- 十进制的奢侈數。
- {\displaystyle 296\times 2!\times 9!\times 6!+1} 是質數
- {\displaystyle 2!\times 9!\times 6!+(2+9+6)} 是質數
- {\displaystyle 2!\times 9!\times 6!-(2+9+6)} 是質數

## 在人類文化中
- 在隋朝，1丈等於296公分
- 飛越比佛利是一部90年代著名的青春校園喜劇，共296集
- 利沃夫是烏克蘭西部的主要城市，海拔296公尺
- 是美國96號州際公路的補助線

## 在科學中
- 一氧化二氮是一種強大的溫室氣體，它的效果是二氧化碳的296倍
- 山梨糖醇的沸點為296℃

## 在天文中
- NGC 296 是雙魚座的一個星系

## 在其他領域中
- 西元296年和前296年
- 走鵑 (超級電腦)一共用了296個機櫃，記憶體加起來有51.8TB
- 阿波羅登月小艇使用的是2套296 A·h銀鋅電池